# Mimosa glanduliseta
Mimosa glanduliseta är en ärtväxtart som beskrevs av Arturo Erhardo Erardo Burkart. Mimosa glanduliseta ingår i släktet mimosor, och familjen ärtväxter. Inga underarter finns listade i Catalogue of Life.